# Allophylopsis bivittata
Allophylopsis bivittata är en tvåvingeart som beskrevs av Harrison 1959. Allophylopsis bivittata ingår i släktet Allophylopsis och familjen myllflugor. Inga underarter finns listade i Catalogue of Life.